# متلازمة ديوجانس
متلازمة ديوجانس (بالإنجليزية: Diogenes syndrome)‏ متلازمة ارتبطت باسم الفيلسوف الإغريقي ديوجانس وتتمثل بمفهوم الإهمال الحاد للذات، والميل للعزلة بشكل متطرّف، كما أنها مصاحبة لرغبة عارمة في الامتلاك، وغالباً ما تكون للحيوانات، ويعد كبار السن هم الأكثر عرضة للإصابة بالمتلازمة، والتي تكون في العادة مصحوبة بانهيار جسدي أو عصبي أو عقلي مرتبط بالخرف.

## التسمية
ديوجانس الكلبي هو فيلسوف إغريقي، اعتاد العيش في برميل نبيذ، واشْتُهر باعتناقه ودعوته لمبادئ خاصة بالمذهبين الفلسفيين العدمية والحيوانية، كما اشْتُهر بحكايته الطريفة مع "الإسكندر الأكبر"؛ حيث يقال إنه بينما كان ديوجانس يستريح في ضوء الشمس أثناء أحد الاحتفالات، أتاه الإسكندر الأكبر متحمّساً للقائه، وسأله إن كان باستطاعته أن يقدّم له أي خدمة، فردّ عليه ديوجانس، قائلاً: «نعم.. ابتعد فأنت تحجب عني ضوء الشمس»، ورغم الإحراج قال الإسكندر: «لو لم أكن الإسكندر.. لوددت أن أكون ديوجانس!».
وفي حقيقة الأمر أن مَن قام بتسمية المتلازمة وقع في خطأ متعلّق بالاسم وربطه بالفيلسوف ديوجانس الذي مِن المؤكّد أنه كان يعيش حياته زاهداً ومنعزلاً، ولكن لا توجد أي أدلة على أن أهمل متعمّداً في الحفاظ على صحته.

## روابط خارجية
- 'Husband let wife starve to death' – BBC News item, Friday, 28 March 2008
- "Loner dies buried under self made trash tunnels", Daily Mail, 7 January 2009